# Cypriany
Cypriany [t͡sɨˈprjanɨ] est un village polonais de la gmina de Rybno dans le powiat de Sochaczew et dans la voïvodie de Mazovie.
Il se situe à environ 8 kilomètres à l'ouest de Sochaczew et à 60 kilomètres à l'ouest de Varsovie.